# 파퓰러 사이언스

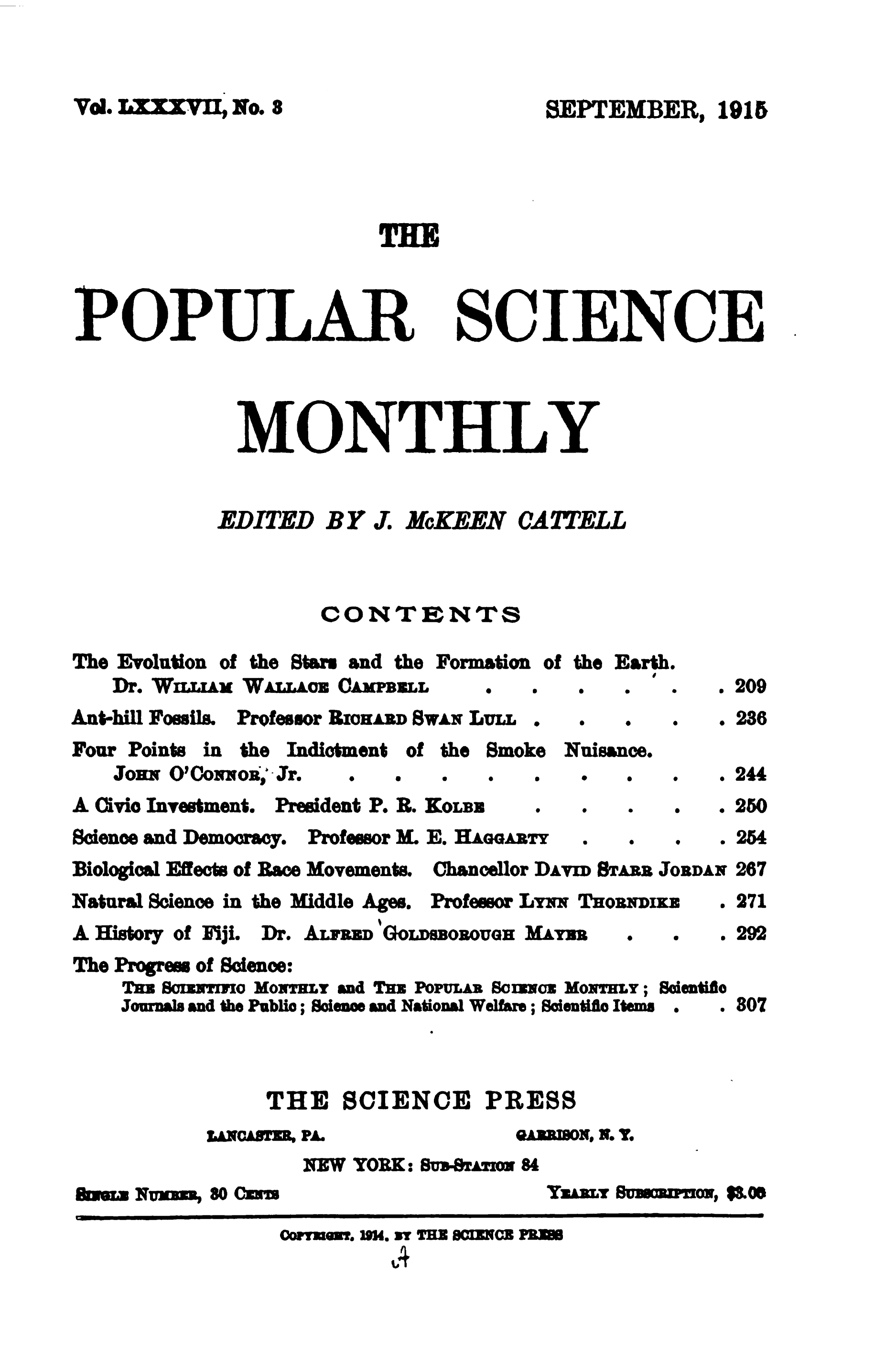

파퓰러 사이언스(Popular Science)는 미국의 잡지로 1872년에 창간되었다. 본사는 뉴욕에 위치하며, 과학 기술에 관해 다루고 있다.
1872년 5월 월간지로 창간되었다. 2016년 1월, 격월간지로 전환했고, 2016년 9월 다시 계간지로 전환했다.
2021년 인쇄물 형식의 잡지 발행을 중단하고 디지털 형태의 발행으로 전환하였다.